# Квантовый фазовый переход
Ква́нтовый фа́зовый перехо́д (квантовое фазовое превращение) — переход вещества из одной квантовой термодинамической фазы в другую при изменении внешних условий, происходящий, однако, при отсутствии тепловых флуктуаций, то есть при {\displaystyle T_{C}\to 0}. Таким образом, система перестраивается под действием каких-либо нетепловых параметров (например давления или напряжённости магнитного поля).
Классический фазовый переход описывается разрывом термодинамических функций данной системы. Подобный разрыв свидетельствует о том, что частицы системы перестраиваются. Типичным примером подобного поведения является переход воды из жидкого состояния в твёрдое (лёд). За процессы, происходящие при классических фазовых переходах, ответственны два конкурирующих параметра: энергия системы и энтропия её термических флуктуаций. Энтропия классической системы при нулевой температуре отсутствует, поэтому фазовый переход произойти не может (см. теорему Нернста).
Однако в квантово-механической системе происходят квантовые флуктуации, которые и ответственны за фазовый переход. Таким образом, квантовые флуктуации могут переводить систему в другую фазу. Контролируют эти квантовые флуктуации нетепловые параметры, такие как давление, концентрация частиц.
Системой, испытывающей квантовый фазовый переход первого рода, является гелий 4He: при атмосферном давлении он не переходит в твёрдую фазу, даже при абсолютном нуле температуры. Однако, при давлениях выше 25 атмосфер гелий кристаллизуется в гексагональную упаковку.
Наиболее ярким представителем материалов, в которых происходит квантовый фазовый переход второго рода, является геликоидальный ферромагнетик MnSi. Данный материал при нормальном давлении имеет критическую температуру перехода {\displaystyle T_{C}} из парамагнитного состояния в слабое ферромагнитное состояние 29 K. Однако, при приложении внешнего гидростатического давления порядка 14,6 кбар {\displaystyle T_{C}\to 0}, возникает квантовый фазовый переход.
Часто причины возникновения квантовых фазовых переходов остаются пока неясными.